# Фомори

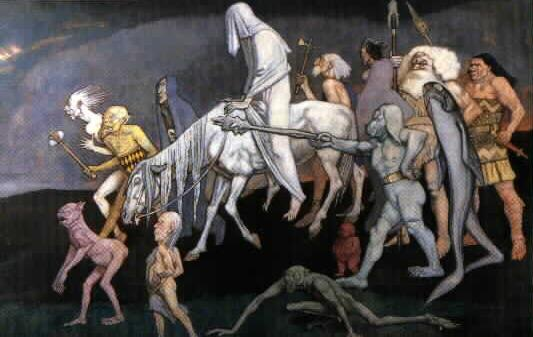
Фомори, картина Джона Дункана, 1912 рік.

Фомори — міфічні істоти, що представляють в ірландській міфології демонічні, темні сили хаосу, з якими постійно доводилося боротися міфічним жителям Ірландії. 
Одні з перших істот, що населяли Ірландію. Вважають, що слово «фомори» означає «підводні»; в будь-якому випадку фоморів завжди пов'язувалися з морем, адже їхні королі постійно жили десь за морем. Недоступна скляна вежа Конанда, що належала одному з правителів фоморів, розташована «на острові посеред океану» (див. Немед). Але загалом, фомори були мешканцями потойбічного світу Ірландії, що є немовби зворотнім боком ірландської землі.
Мабуть, найвідоміший із фоморів — Балор. Лютий погляд одного із його очей був здатний так ослабити ціле військо, що воно не могло б протистояти жалюгідній жменьці бійців (за іншою версією, його погляд був просто смертельний). Балор був переможений представником Племен богині Дану на ім'я Луг, який також був онуком Балора (в деяких джерелах переможцем Балора названо героя Лафа на прізвисько «Довгорукий»).
Фоморіанці є ворогами перших поселенців Ірландії та надприродних Туата Де Данан, яким вони протиставляються.

## Зовнішній вигляд фоморів
Фомори є потворними на вигляд істотами, часто гігантами, жінки яких не поступаються чоловікам ані в потворності, ні у фізичній силі. Так, наприклад, Лот (мати короля фоморів) «мала такі губи, що аж звішуватися на груди, а її сила перевершувала силу цілого воїнства».
Переважно фомори мали тільки одне око, одну руку й одну ногу, бо у звичайний час (крім Самайна, коли відкривалися ворота між світами), одна половина їхнього тіла перебувала в нашому світі, інша — в потойбічному, з якого вони черпали свою силу.
Але вся потворність зникає, коли фомори повертаються в свій потойбічний світ, аналогом якого є, наприклад, Підземний Світ інших міфологій. Таким чином, потворність фоморів можна пояснити їх нездатністю повністю втілитися в цьому світі: якась частина цих істот завжди залишається в Сиді.
Також відмічається, що представники фоморів, переважно королі, в деяких випадках мали гарну зовнішність. як наприклад король Елата.   

## Про світ фоморів
Вивчаючи оповіді про фоморів можна виявити, що в описах цих істот переважають описи жінок, а сам потойбічний світ пов'язується переважно з жінками.
Пізніше місце фоморів у ірландській міфології займуть Племена богині Дану — боги, які згодом програють у битві Синам Міля, тобто людям, і підуть у потойбічний світ, який відтепер буде пов'язаний уже не з фоморами, а з божествами та фейрі, проте навіть перетворившись фомори, як і раніше, зберігають свої «жіночі» риси.
Відмічається, що фомори, в особливості їх королі, жили на острові Торі, де був збудований скляний замок на горі Тор Мор («Висока Вежа»). 
Були першими, хто населяв Ірландію, прибувши до неї за 200 років до синів Партолона під керівництвом Цихола Гриценчоса. Займались полюванням та рибальством на відміну від партолонців, які принесли на територію Ірландії плуг та волів.    

## Битва з Туата Де Дананн
До приходу до Ірландії Туата Де Дананн уклали союз з фоморами. Після битви племені Дананнців з племенем Фір Болг постало питання про те, кому бути королем Ірландії - кандидатура вождя Туата Де Дананн Нуаду відпала, бо той лишився руки, а за повір'ям король-каліка не може привести країну до процвітання. Жінки племені запропонували кандидатуру Бреса, сина Елата, одного з королів фоморів - це мало скріпити союз двух племен.
Але Брес виявився поганим правителем і був вигнаний. Тоді зі своєю матір'ю він вирушив до батька, який направив сина до іншого короля фоморів Балора, на імення «Погане око». Разом із Балором Брес пішов війною на Туата Де Дананн, щоб повернути собі владу в Ірландії. Відбулася друга битва в історії Туата Де Дананна. Під жахливим поглядом величезного ока Балора впало багато воїнів, але Луг, внук цього короля фоморів, зумів вибити смертоносне око камінням (в інших варіантах - розпеченим залізом або списом). У підсумку фомори зазнали повної поразки.

## Список фоморів
- Індек
- Балор
- Брес - син Елати
- Кетлен
- Цихол Гриценчос
- Конанд
- Елата - син Делбаєта
- Етніу
- Тетра
- Мананнан - онук Елати
- Туїрі Тортбюіллех
- Гол
- Ірголл
- Лосцен-Лом
- Октріаллах, син Індеха
- Омна та Багна
- Реган

## Пізні уявлення про фоморів
Спочатку вважалося, що вони походять з-під моря або землі. Пізніше їх зображували у вигляді морських рейдерів і велетнів.   
При вивченні інших культур, можемо зустріти разюче схожих на фоморів істот. Такими, наприклад, є потворні, однорукі, одноокі демони африканських племен, деякі титани грецької міфології тощо. Подібно до того, як образ Йотунів у скандинавських переказах виродився до образу Йутулів і тролів, так і образ фоморів виродився в християнізованій Ірландії в образ демонічної «нечисті».  
Крім того, ім'ям фоморів у реальній історії Ірландії називали всіх осілих піратів або морських рейдерів, переважно скандинавів.